# Rex Barrat
Pour les articles homonymes, voir Barrat.
Rex Barrat, ou Rex Paulain Jack Barrat, est un peintre, dessinateur et illustrateur français, né le 9 avril 1914 à Varzy (Nièvre), et mort le 21 décembre 1974 à Créteil (Val-de-Marne).

## Biographie

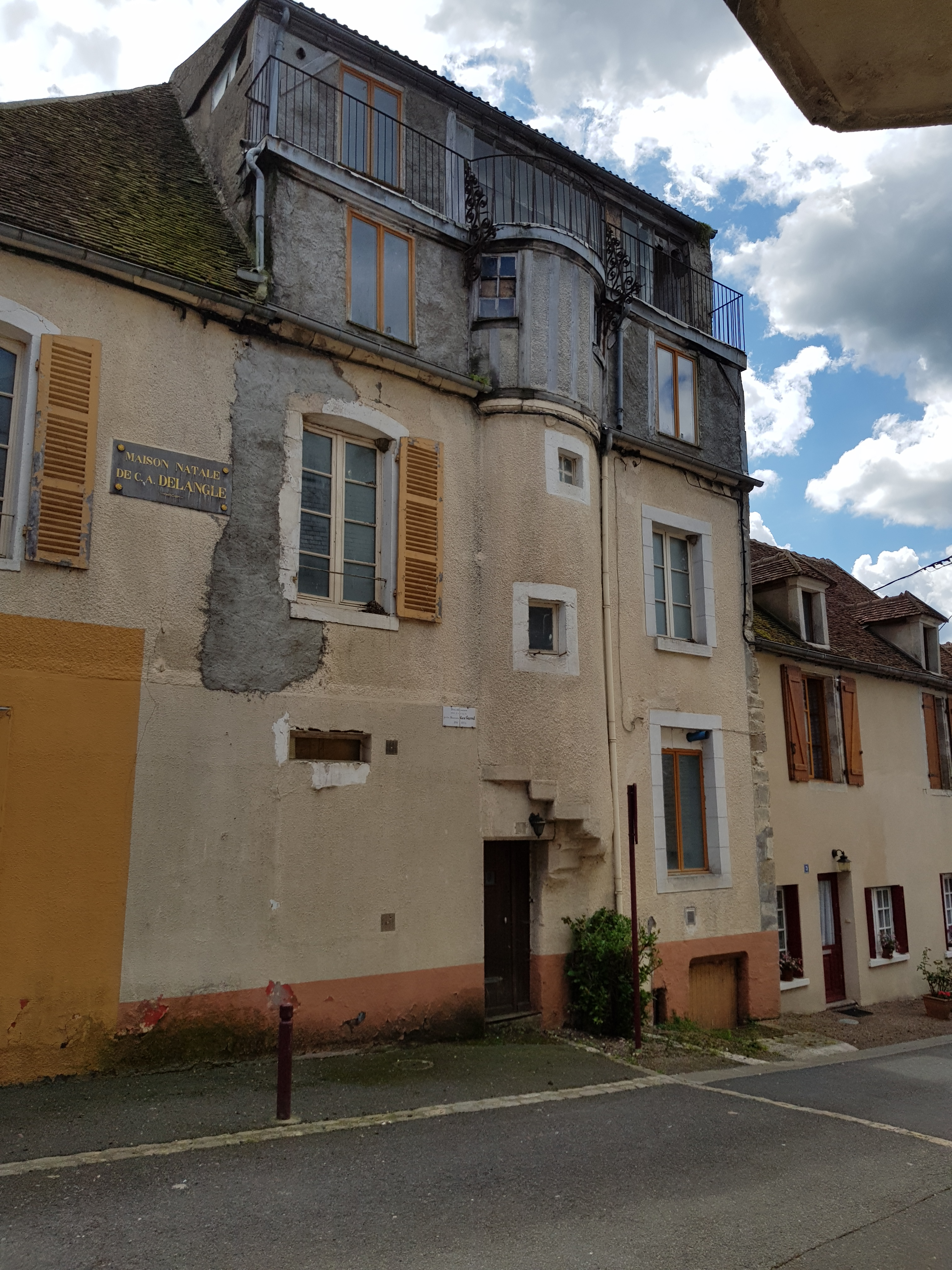
Maison natale de Rex Barrat à Varzy.

Comme les autres peintres arrivés à Nevers au début du siècle, Rex Barrat a contribué à faire vivre la tradition artistique en Bourgogne. Il est connu pour ses vues de cette région et ses œuvres en constituent un témoignage. Certaines de ses toiles ont été exposées au musée de Nevers en 2002 lors d'une exposition sur les peintres du groupe du Nivernais. Le peintre a fait partie du Groupe d'émulation artistique du Nivernais. Créée en 1902, cette association s'est développée au fil du XXe siècle et les noms de plusieurs artistes locaux lui sont associés.
En janvier 2021, un tableau de Rex Barrat, ayant pour sujet le village d’Oudan et intitulé Un après-midi de printemps à Oudan, est récupéré in extremis au fond d’une benne à ordures de la déchetterie de Varzy et remis au musée de la ville.
Le 1er août 2025, la toiture de la maison Barrat, rue Delangle à Varzy, s’effondre, emportant l’ancien atelier du peintre.

## Expositions
- Une exposition temporaire des œuvres de Rex Barrat a été inaugurée le vendredi 15 avril 2011 dans les locaux de l'hôtel de ville de Varzy.

- En 2024, pour l’anniversaire des 50 ans de sa mort, une exposition est organisée au musée de Varzy présentant une soixantaine d’œuvres peu connues, extraites de collections privées[6].

## Ouvrages illustrés
- Maurice Mignon, Souvenirs d'enfance nivernoise, Éditions Groupe, 1959, 15 p.
- Georges Blanchard, Ma Mélie a moué en pleuchant mes truffes, poèmes patoisés de La Charité-sur-Loire, présentation par Charles Exbrayat, préface de Maurice Genevoix, Éditions Delayance, 1960, broché, couverture illustrée, 202 p.[7].
- Bernard de Gaulejac, Nivernais, Morvan, Puisaye, Chassaing, Nevers, broché, 1958, 91 p.

## Collections publiques
- Cosne-Cours-sur-Loire (Nièvre), musée de la Loire
- Nevers (Nièvre), musée de la Faïence et des Beaux-Arts
- Varzy (Nièvre), musée Auguste-Grasset
- Sancoins (Cher), centre artistique Jean-Baffier

## Hommages

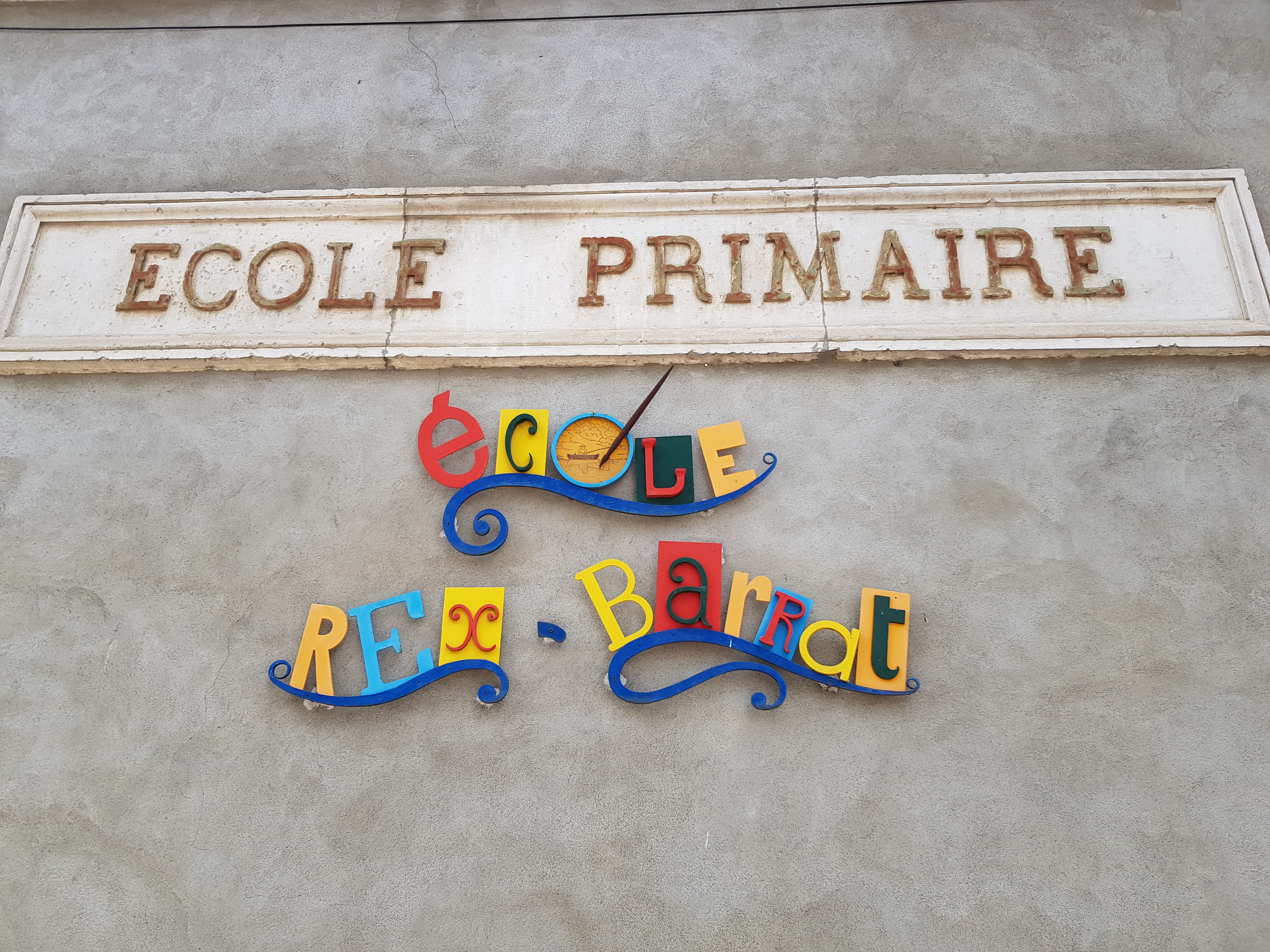
École Rex-Barrat à Varzy.

Une rue et une école portent son nom à Varzy, sa commune de naissance, ainsi qu'une rue à Nevers.